# Grobla (powiat bełchatowski)
Grobla – osada w Polsce, w województwie łódzkim, w powiecie bełchatowskim, w gminie Kluki.
Do 2023 miejscowość była częścią wsi Kluki.
W latach 1975–1998 Grobla należała administracyjnie do województwa piotrkowskiego.